# Tirynthia cinica
Tirynthia cinica är en fjärilsart som beskrevs av Carl Plötz 1882. Tirynthia cinica ingår i släktet Tirynthia och familjen tjockhuvuden. Inga underarter finns listade i Catalogue of Life.